# Лабиринт
Лабири́нт (др.-греч. λαβύρινθος) — структура (обычно в двухмерном или трёхмерном пространстве), состоящая из запутанных путей к выходу (и/или путей, ведущих в тупик).
Под лабиринтом у древних греков и римлян подразумевалось более или менее обширное пространство, состоящее из многочисленных залов, камер, дворов и переходов, расположенных по сложному и запутанному плану, с целью запутать и не дать выхода несведущему в плане лабиринта человеку. В широком смысле слова лабиринт может представлять тупиковую ситуацию или дело, из которого очень сложно найти выход.
Считается, что если проходить лабиринт, касаясь только одного из краёв его стенок, то лабиринт обязательно будет пройден, хотя это не всегда верно: в лабиринте с несвязанными стенами этот способ может не сработать.

## Происхождение слова
В русском языке, скорее всего, через нем. Labyrinth из первоисточника — др.-греч. λαβύρινθος. Древнегреческое слово, возможно, происходит от того же корня, что и λαύρα — «улица, переулок, ущелье». Другая возможность — происхождение от слова «лабрис» (λάβρυς) — так назывался церемониальный топорик с двумя лезвиями, который в древности использовался на Крите; это не исключает смешения со словами типа λαύρα. Также во время существования Древней Греции «лабиринтом» называлось то место, где и висел этот топорик. Во всяком случае, в античную эпоху лабиринт ассоциировался с лабиринтом в Кноссе и с Минотавром.
Второй компонент ινθος скорее всего означает «крепость». Оба слова — догреческого происхождения.

## Лабиринт в Египте
Геродот, Диодор Сицилийский, Страбон и Плиний Старший оставили описание египетского лабиринта близ «города гадов» — Крокодилополя. То было колоссальное гранитное четырёхугольное здание, состоявшее из трёх массивных корпусов, охватывавших с трёх сторон внутреннее пространство длиной около 200 м и шириной в 170 м, четвёртая сторона которого примыкала к пирамиде.
В этом внутреннем пространстве находилось несколько дворов, обставленных колоннами, и крытых гипостильных залов. Само же здание включало в себя множество комнат и коридоров, расположенных частично выше поверхности почвы, частью под землёй. По словам Геродота, число таких помещений простиралось до трёх тысяч. Лабиринт занимал пространство общей площадью 70 тысяч квадратных метров.
От Фаюмского лабиринта, бывшего, по всей вероятности, пантеоном египетских богов, сейчас остались лишь некоторые фрагменты, по которым нельзя составить даже представления о нём, и хотя в 1843 году немецкой экспедицией под руководством архитектора Эрбкама эти развалины были исследованы, однако полученные результаты, изложенные в работе Лепсиуса: «Denkmaler aus Aegypten und Aethiopien» (отд. 1, Берлин, 1849), добавили лишь немного к тому, что уже было известно о лабиринте Аменемхета III благодаря сочинениям писателей древности.
Сложная система коридоров, дворов, комнат и колоннад была такой запутанной, что без проводника посторонний человек никогда не смог бы найти в нём дорогу или выход. Большей частью лабиринт был погружён в абсолютный мрак, а когда открывали некоторые двери, то они издавали ужасный звук, похожий на раскаты грома. После заката египетской цивилизации впечатляющие колонны красного гранита, огромные каменные плиты и отполированный известняк были использованы для создания других построек.
По мнению историков, лабиринт был центром, из которого фараоны управляли страной, главным образом он служил религиозным целям. Это был храмовый комплекс, в котором приносились жертвы всем богам Египта. Посетителям не разрешалось осматривать подземные помещения лабиринта, в которых находились гробницы царей, а также гробницы священных крокодилов.
Связь лабиринта с мифами лучше всего можно понять, знакомясь с религиозными ритуалами, посвящёнными египетскому богу Осирису, который, по представлениям египтян, когда-то был царём Египта. Осирис был богом мёртвых, или богом загробного мира. Ежегодно смерть Осириса разыгрывали в египетской мистерии. Под громкое причитание и плач проходил обряд принесения в жертву священного быка Аписа, который символизировал Осириса. Этот плач обращался в радостные возгласы, когда жрец объявлял народу радостную весть о воскресении Осириса. С этими мистическими обрядами египтяне связывали свои надежды на жизнь и верили, что каждый человек, а не только фараон, после смерти уподобляется Осирису. Считалось, что лабиринт с его запутанной системой переходов защищал бога-царя в этой и следующей жизни от врагов и даже от самой смерти.
Фаюмский лабиринт получил широкую известность после выхода в свет в 1896 году исторического романа польского писателя Болеслава Пруса «Фараон» (в 1897 году переведённого на русский язык, а в 1966 году экранизированного режиссёром Ежи Кавалеровичем). В романе Лабиринт сделан храмом-сокровищницей, в котором под защитой тьмы и тайны, под угрозой затопления водами озера, жрецы за тысячелетия собрали огромные запасы золота и драгоценных произведений искусства Египта и соседних стран; Лабиринт становится символом мощи и неуязвимости власти жрецов, когда они демонстрируют его несметные сокровища и непреодолимые опасности молодому фараону, нуждающемуся в средствах. 
В историко-приключенческом романе И. Ефремова «Таис Афинская» (1972) египетский лабиринт выведен в качестве культового центра бога Себека, где содержатся посвящённые последнему священные крокодилы, в жертву одному из которых коварные жрецы пытаются принести главную героиню-гетеру. Лабиринт упоминается в рассказе Борхеса «Дом Астерия».

## Греческие лабиринты
Второй лабиринт, знаменитый в античном мире, находился, по преданию, около Кносса, на северном берегу острова Крит (с ним отождествляют знаменитый дворец в Кноссе, открытый во время раскопок английского археолога А. Эванса в 1900—1930 гг.). Постройка его приписывалась легендарному ваятелю и зодчему Дедалу по приказанию царя Миноса для того, чтобы содержать в нём чудовище Минотавра, рождённое царицей Пасифаей. Там же, согласно мифу, совершил один из своих подвигов Тесей, убив это чудовище и освободив таким образом афинян от позорной и тяжкой дани. Он выбрался из лабиринта благодаря золотой нити, которую юноша тянул за собой от самого входа. Эту нить ему дала Ариадна, дочь царя Миноса.
Хотя местонахождение лабиринта в Кноссе до сих пор не определено, согласно сообщениям, он был похож на египетский образец, только его размеры были намного меньше. Плиний отмечал, что жители Крита построили свой лабиринт в одну сотую величины египетского лабиринта.
По одной версии, «лабиринт» в первоначальном значении слова означает обиталище божества с двойной секирой (по-лидийски — λάβρυς), символизировавший два рога священного быка. Поклонение этому быку было частью минойской (критской) религии.
Майкл Эртон, который предложил свою модель критского лабиринта, пишет: «Жизнь каждого человека — лабиринт, в центре которого находится смерть, и, может быть, даже после смерти, прежде чем окончательно перестать существовать, человек проходит последний лабиринт».
В свете такого понимания мифологическое избавление Тесея из лабиринта символизировало его второе рождение, избавление от смерти.
Третий лабиринт, известный в древности, находился на острове Самосе или Лемносе, но от него ничего не уцелело.

## Римские лабиринты
Наконец, четвёртый лабиринт — так называемый надгробный памятник царя Порсенны в Клузиуме (ныне Кьюзи), в Италии — огромный курган 250 м в окружности, включающий в себя целую сеть погребальных склепов и переходов из одного в другой.
Плиний также упоминает о роскошной этрусской гробнице, о которой ещё раньше писал Варрон и в которой якобы находился подземный лабиринт.
В городе Помпеи, погибшем в результате извержения Везувия в 79 году н. э., находилось по крайней мере два декоративных лабиринта. Один из них, Дом с лабиринтом, известен удивительным мозаичным полом, на котором изображена борьба Тесея с Минотавром. Писатель Марсель Брион утверждает, что это «аллегорическое изображение жизни человека и трудностей, которые должна преодолеть душа в этом мире и в мире ином перед тем, как достичь благословенного состояния бессмертия».
Также известно, что дети в Римской империи играли в лабиринтах, выложенных на полях или на мостовых.

## Другие страны
Индия: в храме Халебид в Майсуре на части фриза можно увидеть изображение лабиринта. Эта постройка XIII века н. э. отображает эпизод из эпоса Махабхарата.
Китай: китайцы верили, что злые духи могут летать только по прямой, поэтому они строили входы в виде лабиринтов, чтобы уберечь свои дома и города от злых духов.
В Скандинавии на побережье Балтийского моря находится более 600 каменных лабиринтов. Есть мнение, что многие из них построены местными рыбаками, которые верили, что, проходя через них, обеспечивают себе хороший улов и счастливое возвращение.
Британия: на маленьком острове Сент-Агнес у юго-западного побережья Корнуолла есть лабиринт, который в 1726 году был восстановлен смотрителем маяка на основании оставшихся планов.
В России самыми известными считаются лабиринты северо-западной части Европейской России, сложенные из камня. По состоянию на 2022 год в России обнаружено около 50 каменных лабиринтов. Большая их часть находится на Соловецких островах (30 сооружений), в Карелии, на Кольском полуострове и на Новой Земле (на полуострове Медный восточного побережья пролива Костин Шар).  
Всего, на 2022 год, в базу данных международного сообщества The Labyrinth Society внесены сведения о 4977 лабиринтах в 80 странах мира (больше всего лабиринтов сохранилось на севере и северо-западе Евразии — в Скандинавии и на Британских островах).

## Лабиринты в христианстве
Среди удивительных лабиринтов религиозных построек среди христианских стран самым маленьким можно считать круглое резное деревянное украшение XV века, которое находится под потолком церкви Сент-Мэри Редклифф в Бристоле и в диаметре составляет всего 20 см. А самый известный лабиринт находится в кафедральном соборе французского города Шартра, он был создан в 1235 году из белого и синего камня и его диаметр составляет 10 метров.
Большие напольные лабиринты были сделаны в средневековых соборах Франции и Италии, а также в церквях разных городов этих стран, в том числе в Амьене, Байё, Орлеане, Равенне, Тулузе. 
Лабиринт Реймсского собора, содержавший изображения и имена возводивших его зодчих, был уничтожен в 1779 году, однако сохранился в зарисовке реймсского художника Жака Селье. 
В кафедральном соборе в Мирпуа в центре лабиринта изображён Минотавр.
Об использовании лабиринтов в известных религиозных зданиях один специалист пишет: «Средневековая христианская церковь заимствовала форму лабиринта из язычества и приспособила её для собственных потребностей, привнеся в эту форму христианский смысл». По всей видимости, лабиринты были использованы церквями христианского мира для того, чтобы показать жизнь христианина в рамках канонов мифологии, придуманной древними египтянами.
Церковные лабиринты также использовались для инсценировки походов крестоносцев на Иерусалим. Достичь центра лабиринта означало достичь Иерусалима и добиться спасения. Для некоторых религиозных людей лабиринт представлял собой дорогу, ведущую к раскаянию; чтобы получить прощение грехов, по ней нужно было проползти на коленях, а ритуальное шествие по этой дороге заменяло паломничество в Святую землю.
К 2023 году в собраниях российских музеев и православных храмов выявлено две иконы типа «Лабиринт духовный». Одна из них входит в коллекцию Государственного музея истории религии в Санкт-Петербурге. Вторая икона пребывает в собрании музея «Новый Иерусалим» в Истре в Московской области. В среднем регистре таких икон находится изображение лабиринта. В верхней части — Горний Иерусалим, а в нижней — преисподняя. Современные искусствоведы воспринимают подобные иконы как наглядное изображение того, что путь в Небесный Иерусалим лежит через лабиринт жизни, который наполнен тупиками и ложными путями. Подобные иконы не относились к объектам религиозного поклонения, они служили назидательным целям.

## Садовые лабиринты
В XIII-XIX веках лабиринтами называли особого рода садовые украшения, состоящие из более или менее высоких живых изгородей или из трельяжей, обсаженные растениями, которые расположены так, что между ними образуются дорожки, ведущие к одному центру, но изгибающиеся в разные стороны и сообщающиеся между собой столь замысловато, что гуляющему не легко добраться до этого центра, также как и найти обратный путь.
Особенное распространение дерновые лабиринты получили в Англии. Позднее многие из них использовались для развлечений, но так как они походили на лабиринты в церковных зданиях, некоторые люди придавали им и религиозное значение. Самый большой лабиринт такого рода, которому, по мнению некоторых специалистов, более 800 лет, находится на участке общинной земли городка Сафрон-Уолден в графстве Эссекс. Необычным в нём является то, что он имеет четыре больших, похожих на бастионы выступа. Длина его дорожек составляет почти два километра.
Лабиринт в Хэмптон-корте широко известен по книге Джерома К. Джерома «Трое в лодке, не считая собаки».

## Нарисованные лабиринты
Яков Перельман в своей книге «Лабиринты» помимо садовых лабиринтов выделяет нарисованные на бумаге лабиринты, которые сами по себе нигде никогда не строились и существовали только в виде схем.

## Программирование
Существует алгоритм Эллера и другие, для программной генерации лабиринтов.

## Галерея
- Самое раннее надёжно датированное изображение лабиринта, вырезанное на глиняной табличке из Пилоса, около 1200 г. до н. э.
- Деревянная модель Кносского дворца в Археологическом музее  Ираклиона
- Иллюстрации монет из книги Роберта Пэшли «Travels in Crete»[3][4]
- Серебряная монета с изображением лабиринта из Кносса
- Тесей убивает Минотавра в центре лабиринта, мозаика
- Э. Бёрн-Джонс. Тесей и Минотавр в лабиринте
- Резьба с изображением воина Абхиманью, входящего в чакравьюху — храм Хойсалесвара, Халебид, Индия
- Лабиринт на Мейсе, Галисия, возможно из Атлантического бронзового века
- Лабиринт среди наскальных рисунков в Валкамонике, Италия, вероятно 1 тысячелетие до нашей эры
- Минотавр в Лабиринте, римская мозаика в Конимбрига, Португалия
- Образец Шартра в восьмиугольной форме, Базилика Сен-Кантен, Айсне, Франция
- Иллюстрация Иерихона в Библии Фархи (XIV век)
- Каменный лабиринт на острове Бло-Юнгфрун (Голубая Дева), Швеция
- Небольшой дерновой лабиринт возле Долби, Норт-Йоркшир, Великобритания
- Иллюстрация лабиринта из фр. La Nouvelle Maison rustique (1735 г.).
- Лабиринт у Святого Ламберта, Бад-Шёнборн, Германия, следующий римской парадигме
- Тройной спиральный лабиринт
- Чакравьюха, тройной начальный шаблон со спиралью в центре, одна из группировок войск, используемых в битве на Курукшетре, как изложено в Махабхарате
- Критский лабиринт с 2500 горящими чайными свечами в Центре христианской медитации и духовности Лимбургской епархии при церкви Святого Креста во Франкфурте-на-Майне-Борнхайм
- Шартрский собор, около 1750 года, Жан Батист Риго
- Лабиринт на полу Собора Благодати, Сан-Франциско